# Assepoester II: Dromen Komen Uit
Assepoester II: Dromen Komen Uit (originele titel Cinderella II: Dreams Come True) is een Amerikaanse direct-naar-video-animatiefilm van Disney, uitgebracht in 2002. De film is een vervolg op de animatiefilm Assepoester uit 1950. De film werd geregisseerd door John Kafka.
De film bestaat uit drie afzonderlijke verhalen.

## Verhaal
Bij aanvang van de film ziet men de fee uit de vorige film, die de muizen het verhaal van Assepoester voorleest. Tom en Pieter arriveren net te laat om het verhaal te horen, dus besluiten ze hun eigen boek te maken en de kijker zo te vertellen wat Assepoester en de prins na hun huwelijk zoal hebben beleefd.
1e segmentAssepoester wordt kort na haar introductie in het paleis tot hoofd van het banket en feesten benoemd. Ze is het echter niet eens met de gebruikelijke manier waarop feesten worden gegeven in het paleis. Ze probeert iedereen ervan te overtuigen dat alle mensen van het koninkrijk, inclusief boeren, uitgenodigd zouden moeten worden voor het feest.
2e segmentTom is ervan overtuigd dat hij als muis niet veel kan betekenen voor Assepoester nu ze in het paleis woont, dus vraagt hij de fee om hem in een mens te veranderen zodat hij haar bediende kan worden. De paleiskat Pom Pom doorziet de verandering echter en blijft de nu menselijke Pieter achterna jagen. Tom accepteert uiteindelijk wie hij is en laat zich weer terugveranderen.
3e segmentAnastasia, Assepoesters voormalige stiefzus, wordt verliefd op een bakker. Haar moeder vindt deze jongen beneden haar stand en verbiedt de relatie. Voor het eerst in haar leven moet Anastasia tegen haar moeder in gaan. Assepoester besluit Anastasia te helpen, met succes. Ook Lucifer, de kat van de familie Tremaine, is verliefd. Hij krijgt een relatie met PomPom, een kat die net als Assepoester in het paleis woont. De relatie is echter geen lang leven beschoren.

## Cast
- Jennifer Hale - Assepoester
- Christopher Daniel Barnes - Prince Charming
- Rob Paulsen - Jaq/Grand Duke/The Baker/Sir Hugh/Bert/Flower Vendor
- Corey Burton - Gus
- Holland Taylor - Prudence
- Frank Welker - Lucifer/Pom-Pom/Bruno
- Tress MacNeille - Anastasia
- Russi Taylor - Fairy Godmother/Drizella/Mary Mouse/Beatrice/Daphne
- Susan Blakeslee - Lady Tremaine

## Nederlandse Cast
- Ingeborg Wieten - Assepoester
- Fred Meijer - De Prins
- Jon van Eerd - Tom
- Joep Onderdelinden - Pieter
- Elsje Scherjon - Stiefmoeder
- Ryan van den Akker - Anastasia
- Lottie Hellingman - Drizella
- Wim van Rooij - De Koning
- Lucie de Lange - Agaaht
- Paul van Gorcum - De Hertog
- Marcel Maas - De Bakker
- Hetty Heyting - Miny Mus
- Henny Orri - Toverfee
- Beatrijs Sluijter - Daphne
- Marjolein Algera - De Gravin

## Achtergrond

### Ontvangst
De film werd relatief goed verkocht (de totale verkoop was goed voor 120 miljoen dollar), maar critici waren niet positief over de film. Een veel gehoord punt van kritiek was dat de film met de losse segmenten meer leek op een compilatie van een nooit gemaakte tv-serie, gelijk aan Beauty and the Beast: Belle's Magical World en Atlantis: Milo's Return.

### Nummers
- "Put It Together" (Bibbidi Bobbidi Boo)
- "Follow Your Heart"
- "The World Is Looking Up To You"
- "It's What's Inside That Counts"
- "A Dream Is A Wish Your Heart Makes"

## Prijzen en nominaties
Assepoester II werd genomineerd voor zeven DVD Premiere Awards:
- Best Animated Character Performance
- Best Animated DVD Premiere Movie
- Beste montage
- Beste originele muziek
- 2x Beste originele lied
- Beste scenario

## Trivia
Anastasia betert haar leven in deze film, alhoewel ze in de eerste film even slecht was als Mevrouw Termaine en Drizella.